# Techert Margit
Techert Margit, Magyary Zoltánné (Budapest, Erzsébetváros, 1900. október 17. – Héreg, 1945. március 24.) filozófus, filozófiatörténész, egyetemi tanár.

## Élete
Techert Gyula Ignác államvasúti hivatalnok és Dvoracsek Anna Borbála (1875–1930) gyermekeként született jómódú középosztálybeli családban. Középiskolai tanulmányait a Budapesti Magyar Királyi Állami Felső Leányiskola és Leánygimnáziumban végezte, majd 1918 és 1923 között a Pázmány Péter Tudományegyetem bölcsészkarának hallgatója volt. 1925-ben egy fél évig a Louveni Egyetemen, 1926–1927-ben pedig a párizsi Sorbonne-on tanult, később doktori fokozatot is szerzett.
Egyetemi tanulmányait követően könyvtárosként, majd minisztériumi tisztviselőként helyezkedett el.
1924 és 1927 között a budapesti Erzsébet Nőiskola tanárképzőjének franciatanára volt. 1925. január 30-án férjhez ment Fekete Béla járásbíróhoz, akitől öt évvel később elvált. 1932-től Szegeden tanított, ahol 1933–1940 között a Bartók György által vezetett filozófia tanszéken az Arisztotelesz utáni görög filozófia története című tárgy magántanára.
1941-ben a Pázmány Péter Tudományegyetem Bölcsészettudományi Karán A platonizmus története című tárgykörből magántanári képesítést szerzett. A budapesti egyetemen zeneesztétikai előadást tartott, szemináriumokat vezetett.
Férjével, Magyary Zoltánnal a szovjet front elől menekülve 1944-ben Tatára, majd Héregre az erdészházba költöznek. 1945. március 24-én – az átvonuló szovjet csapatoktól elszenvedett atrocitások hatására – az önkéntes halált választották.
A bevonuló szovjet katonák elhurcoltak néhány asszonyt, majd megígérték, hogy a filozófus asszony Techert Margitért még visszajönnek. Magyary Zoltán ezt nem várta meg: előbb feleségével, majd magával is végzett.
Héregen, az erdészház előtti tisztáson kopjafa őrzi emléküket. A tatai Környei út köztemetőben, közös sírban nyugszanak. Sírhelyüket a Nemzeti Emlékhely és Kegyeleti Bizottság a Nemzeti Sírkert részévé nyilvánította.

## Munkássága
Tudományos munkásságában a késői antik filozófiatörténettel, főként a hellén újplatonizmussal foglalkozott, ennek eredményeként jelent meg 1934-ben A hellén újplatonizmus története című műve a Tudományos Akadémia Filozófiai Könyvtárának sorozatában.
Lefordította Plótinosz A szépről és jóról (Budapest, 1925), Istenről és a hozzá vezető utakról (Budapest, 1944) című munkáit. – Jelentős tanulmánya: Plotinos és a campaniani "pedagógiai provincia" (Platonopolis) – Magyar Paedagogia XLI. évfolyam, 1932. 5–6. szám, 75–83. o.
Magyarországon harmadik nőként lett egyetemi magántanár. Élénk tudományos közéleti tevékenységet is kifejtett: szervezeteket szervezett, folyóiratokat szerkesztett, sokat publikált. A diplomás nők helyzete Magyarországon című cikke például a Magyar Szemle 1938-as májusi számában  jelent meg és az egyetemet végzett nők helyzetét és a nők továbbtanulásának társadalmi hatását vizsgálta.
Számos külföldi tudományos ösztöndíjat is elnyert.

## Művei
- Iráni vallásos emlékek a plotinosi psyche fogalmában; Egyetemi Ny., Budapest, 1929
- A hellén újplatonizmus története; MTA, Budapest, 1934 (Az Akadémia filozófiai könyvtára)
- Így láttuk mi Németországot. Tíz beszámoló kiváló magyar diplomásnők tollából a német nők munkájáról; szerk. Magyary Zoltánné Techert Margit; s.n., Budapest, 1940 (Magyar Női Szemle könyvtára)
- Magyaryné Techert Margit: Plotinos esztétikája; Minerva Ny., Kolozsvár, 1943 (Esztétikai füzetek)

## Ajánlott irodalom
- Papp Barbara: A „modern értelmiségi nő”-szerep megjelenési formái dr. Magyary Zoltánné, dr. Techert Margit életében, emlékirat-töredékeiben. In: Láczay Magdolna, szerk.: Nők és férfiak…, avagy a nemek története, (Nyíregyháza, 2003)